# Unnatural Pursuits
Unnatural Pursuits é uma minissérie britânica de 1992 produzida pela BBC em associação com a A&E Television Networks com dois episódios de uma hora. É baseada em diários de Simon Gray descrevendo suas experiências em produções de suas peças no Reino Unido e Estados Unidos. A série ganhou um Emmy Internacional de melhor drama em 1993.